# Вейверлі (Вашингтон)
Вейверлі (англ. Waverly) — місто (англ. town) в США, в окрузі Спокен штату Вашингтон. Населення — 121 особа (2020).

## Географія
Вейверлі розташоване за координатами 47°20′17″ пн. ш. 117°13′52″ зх. д. / 47.33806° пн. ш. 117.23111° зх. д. (47.338073, -117.231197).  За даними Бюро перепису населення США в 2010 році місто мало площу 1,07 км², уся площа — суходіл.

## Демографія
Згідно з переписом 2010 року, у місті мешкало 106 осіб у 44 домогосподарствах у складі 28 родин. Густота населення становила 99 осіб/км².  Було 50 помешкань (47/км²).
Расовий склад населення:
| - 97,2 % — білих - 0,9 % — корінних американців |

До двох чи більше рас належало 1,9 %. Частка іспаномовних становила 0,9 % від усіх жителів.
За віковим діапазоном населення розподілялося таким чином: 27,4 % — особи молодші 18 років, 64,1 % — особи у віці 18—64 років, 8,5 % — особи у віці 65 років та старші. Медіана віку мешканця становила 40,7 року. На 100 осіб жіночої статі у місті припадало 116,3 чоловіків;  на 100 жінок у віці від 18 років та старших — 102,6 чоловіків також старших 18 років.
Середній дохід на одне домашнє господарство  становив 49 289 доларів США (медіана — 51 042), а середній дохід на одну сім'ю — 47 330 доларів (медіана — 38 750). За межею бідності перебувало 2,5 % осіб, у тому числі 0,0 % дітей у віці до 18 років та 0,0 % осіб у віці 65 років та старших.
Цивільне працевлаштоване населення становило 40 осіб. Основні галузі зайнятості: роздрібна торгівля — 20,0 %, освіта, охорона здоров'я та соціальна допомога — 17,5 %, виробництво — 15,0 %, сільське господарство, лісництво, риболовля — 15,0 %.